# Attaque de Majdal Shams
Le 27 juillet 2024, une attaque à la roquette frappe la ville druze de Majdal Shams, située dans le nord du plateau du Golan, une région syrienne occupée par Israël. Imputée au Hezbollah par Israël Katz, le ministre des Affaires étrangères israélien, elle tue douze enfants et adolescents syriens âgés de 10 à 20 ans, sur un terrain de football local, et fait au moins 34 blessés.
L'attaque se produit dans un contexte plus large d'affrontements frontaliers entre Israël et le Hezbollah. Le Hezbollah commence le 7 octobre 2023, à la suite de la guerre de Gaza, à tirer des roquettes contre le nord d'Israël et le plateau du Golan annexé. Cela déclenche une escalade dans le conflit opposant Israël et le Hezbollah. Depuis octobre 2023, 90 000 civils libanais et 60 000 civils israéliens ont été évacués.
Cette attaque est la plus meurtrière lancée par le Hezbollah depuis le début de la guerre avec Israël. En réponse, Israël jure de riposter. Après l'attaque, plusieurs compagnies aériennes internationales interrompent leurs vols vers l'aéroport international de Beyrouth - Rafic Hariri.
Le Hezbollah nie être responsable de cette attaque. Une nouvelle enquête devrait être lancée quant à l'origine de cette attaque. La frappe est vraisemblablement due à un tir raté du Hezbollah ou à une erreur du dispositif d’interposition israélien.

## Contexte

Carte montrant la présence du Hamas en Israël le 7 octobre 2023.

Après les attaques du Hamas du 7 octobre, le Hezbollah rejoint le conflit, tirant des roquettes guidées et réalisant des attaques de drones contre des localités israéliennes et des installations militaires en Galilée et sur le plateau du Golan. La milice libanaise affirme qu’il y mettrait fin dès qu’un accord entre l’État israélien et la bande de Gaza interviendrait. Elle mène des attaques et ripostes de faible intensité afin d'éviter une guerre ouverte, privilégiant une stratégie de harcèlement d'Israël. Les combats entre le Hezbollah et l'armée israélienne, qui riposte notamment avec des attaques au phosphore blanc, entraîne l'évacuation de villages entiers en Israël et au Liban, et cause des dommages importants aux bâtiments et aux terres le long de la frontière. Selon l'ONU, plus de 90 000 personnes au Liban sont forcées de fuir leurs maisons, tandis qu'en Israël, 60 000 civils sont évacués. Israël et le Hezbollah maintiennent les tensions à un niveau élevé, sans qu'il y ait d'escalade vers une guerre à grande échelle. Au 5 juillet 2024, Israël déclare avoir tué environ 366 combattants du Hezbollah et plus de 100 civils libanais sont également victimes du conflit.
Environ 30 000 Druzes habitent sur le plateau du Golan, une région syrienne illégalement annexée par Israël en 1981. Ils sont pour la plupart restés loyaux à leur nationalité syrienne. En 2022, 83 % des Druzes du Golan refusaient toujours celle d’Israël. Les douze enfants tués par un tir de roquette étaient de nationalité syrienne et seulement titulaires d’une carte de « résidents permanents » en Israël. Les Druzes de nationalité israélienne sont également l'objet de discriminations : en 2018, la loi État-nation a fait des Druzes israéliens des citoyens de seconde zone, comme les autres minorités non juives du pays.
Jusqu’au début des années 2010 la région maintenait des relations avec la Syrie. Grâce à des laissez-passer, beaucoup de jeunes druzes étudiaient dans les universités de Damas. La guerre civile syrienne a interrompu ces relations et la région, où vivent également 30 000 colons juifs, a commencé un processus « d’israélisation ». En une dizaine d'années, une partie de la population du plateau a obtenu la nationalité israélienne, en remplacement des permis de résidence, plus contraignants. La guerre depuis le 7 octobre 2023 a également favorisé le rapprochement entre les communautés druzes et juives, notamment grâce à un rejet commun du gouvernement en place. Le gouvernement israélien n'a cependant pas fait évacuer les Druzes du Golan, contrairement à 80 000 des habitants de Galilée, la région voisine, après le début du conflit avec le Hezbollah.
Au Liban, le Hezbollah est proche du dirigeant de la communauté druze, Walid Jumblatt, qui lui réitère régulièrement son soutien dans la résistance à Israël,. En Syrie, le Hezbollah est accusé de recruter des milices et de promouvoir l'instabilité, érodant encore davantage la résistance unifiée des Druzes contre les menaces extérieures,,.
Le Hezbollah utilise dans cette attaque des missiles avancés d'origine iranienne, notamment le système de fusée Falaq-1 (en), avec une ogive contenant plus de 50 kilogrammes d'explosifs, lors de ses attaques contre Israël,. En réponse à une attaque similaire en juin, qui blesse des civils sur un terrain de football dans la ville druze de Hurfeish (en), Israël cible des sites militaires à l'intérieur du Liban. Le 11 juillet, une roquette du Hezbollah a tué un couple originaire de la colonie d’Ortal. Une semaine plus tard, un soldat est mort lors d'une frappe de drone qui a blessé seize militaires sur une base de la région.

## Déroulement

### 27 juillet 2024

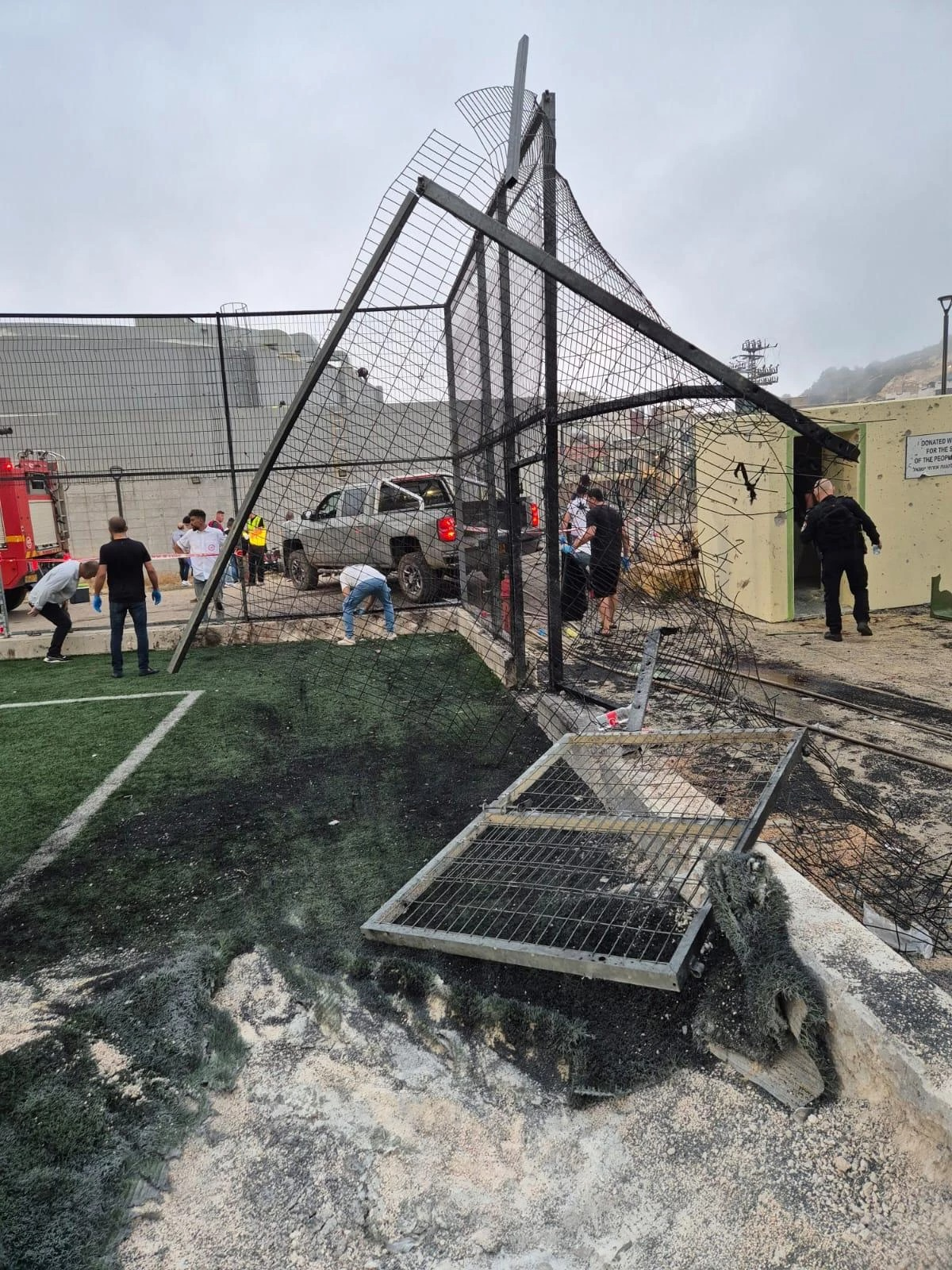
Le site d'impact du missile sur le terrain de football, après l'enlèvement des corps des personnes décédées et blessées.

À 18 h 18, des alarmes retentissent à Majdal Shams. Selon la chaîne d'information Al-Mayadeen, affiliée au Hezbollah, le groupe militant aurait tiré 100 roquettes. Une roquette touche un terrain de football de la ville, situé à proximité d'une aire de jeux. Selon les premières informations, onze personnes sont blessées, dont cinq dans un état critique et six dans un état grave,,,,,. Les services d'urgence, dont le Magen David Adom (MDA), stabilisent les blessés graves, âgés de 10 à 20 ans, dont certains sont transférés dans des cliniques israéliennes. Un cadre paramédical du MDA décrit la scène comme une destruction, les victimes gisant dans l'herbe. Un bilan postérieur fait état de 11 morts, dont plusieurs enfants,,,.
Avant l'attaque, le Hezbollah déclare s'apprêter à lancer une attaque à la roquette sur des cibles à proximité de la ville, en représailles à l'assassinat de quatre agents du Hezbollah dans le village de Kfar Kila. Dans la soirée du 27 juillet 2024, un haut responsable du mouvement islamiste, Mohammad Afif, assure cependant que le groupe n'est pas responsable de l'attaque contre Majdal Shams. Tsahal déclare que leur évaluation et leurs renseignements confirment que le Hezbollah est bien responsable.
La police israélienne et les inspecteurs du district nord sécurisent le site de l'accident et recherchent d'autres restes afin d'éliminer tout risque supplémentaire pour le public.
Selon la chercheuse spécialiste du Moyen-Orient Agnès Levallois, la mort d'une douzaine de civils à Majdal Shams est due à une erreur du Hezbollah dont la frappe visait une base militaire israélienne. D'après des spécialistes du Moyen Orient interrogés par la RTBF, il est peu vraisemblable que le Hezbollah ait visé des civils druzes. Celui-ci concentre ses attaques sur des cibles militaires et considère les Druzes d’Israël comme une  minorité arabe sous occupation.  
Dans un communiqué publié peu après l’explosion, le mouvement libanais avait déclaré avoir utilisé une roquette “Falaq-1” contre “le quartier général de la brigade Hermon dans la caserne de Maaleh Golani”, située à environ 4 kilomètres du terrain de football touché. La trajectoire de la roquette aurait pu être déviée selon certains spécialistes. Les roquettes “Falaq-1” sont considérées comme des munitions très basiques et imprécises, ne possédant notamment aucun système de guidage à distance, comme la plupart des missiles. En outre, elles sont souvent tirées depuis des rails improvisés, ce qui peut encore réduire leur précision.

### 28 juillet 2024

#### Réactions politiques

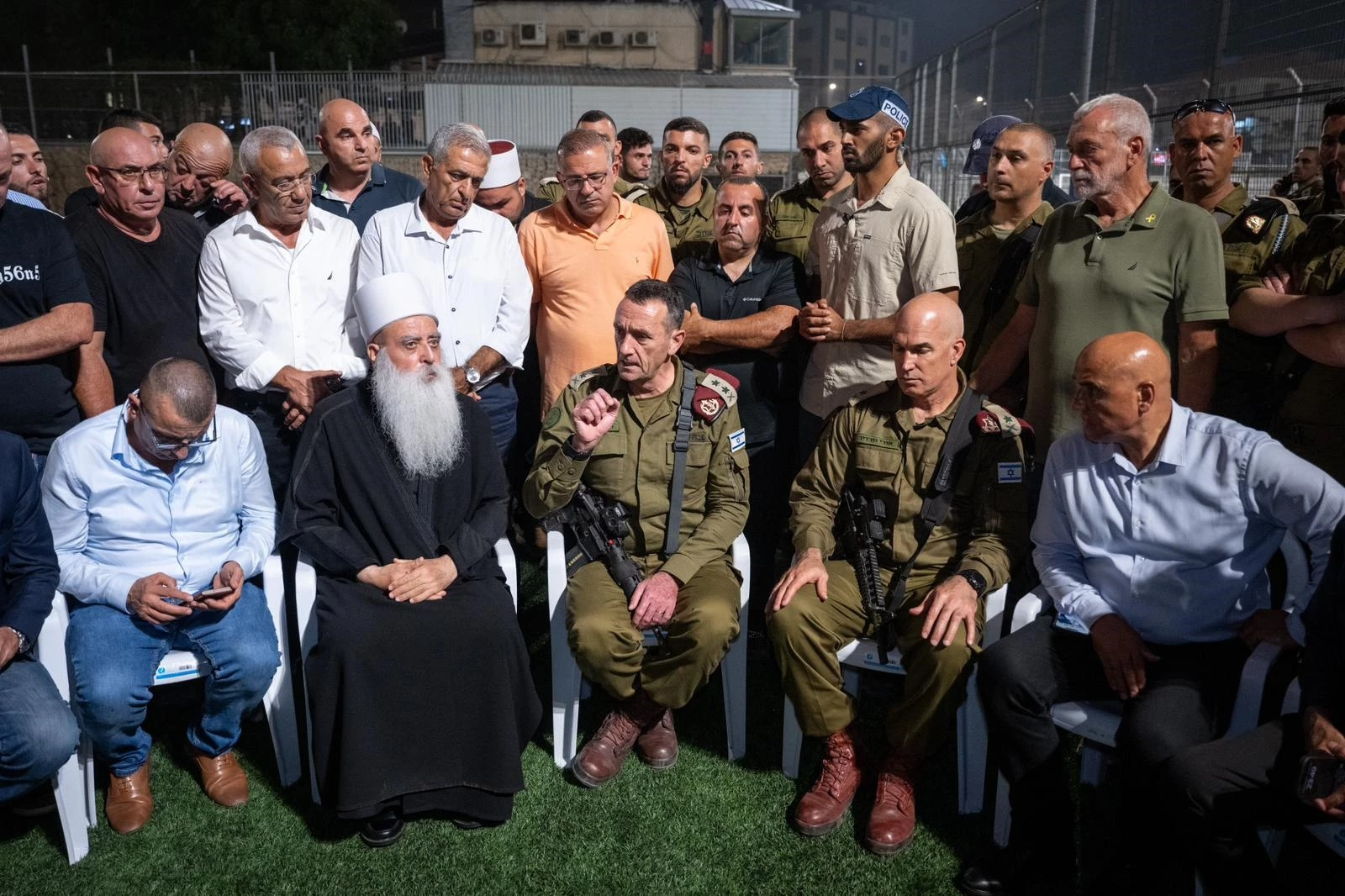
Le chef d'état-major de l'armée israélienne, le lieutenant-général Herzi Halevi, sur le terrain de football de Majdal Shams, rencontre le chef de la communauté druze, le cheikh Mowafaq Tarif, des représentants du conseil local et des officiers supérieurs de l'armée israélienne.

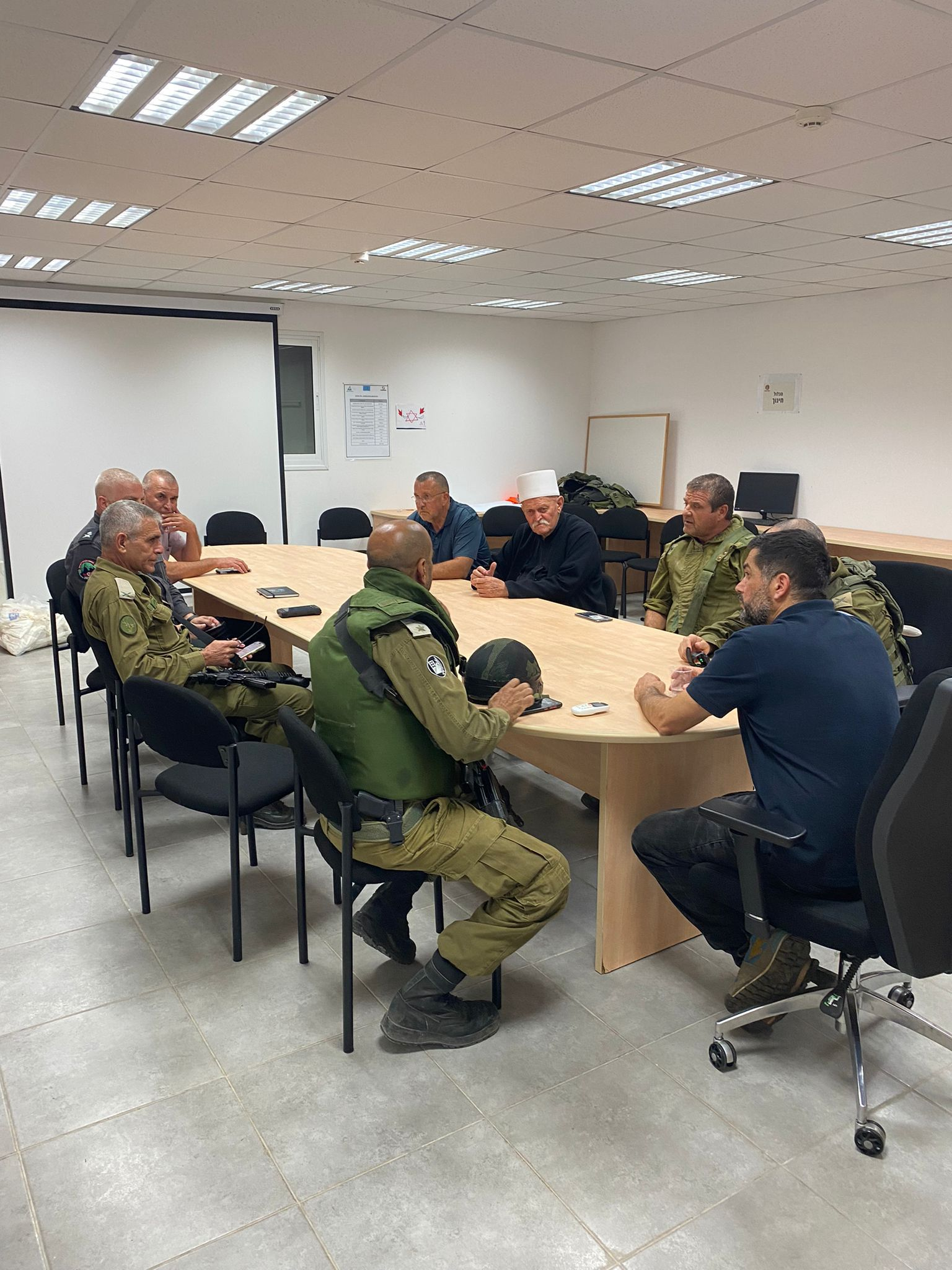
Le cabinet de sécurité israélien s'est réuni le 28 juillet 2024- autour du premier ministre Benyamin Netanyahou pour discuter des possibilités de riposte contre le Liban, en réaction à l'attaque de Majdal Shams.

Alors que le cabinet de sécurité israélien doit se réunir le 28 juillet pour discuter des possibilités de riposte, Benyamin Netanyahou, le Premier ministre d'Israël a fait la promesse que le Hezbollah « payera un lourd tribut »,,,,,. Lors d'une réunion avec les hauts responsables de la sécurité, le ministre de la Défense, Yoav Gallant, a été informé des possibilités militaires contre le Hezbollah, tandis que le chef d'état-major de l'armée, le général Herzi Halevi, a prévenu que la réponse d'Israël serait « très, très importante »,, tout en appelant à la prudence face à d'éventuelles nouvelles frappes du Hezbollah,,,.
Benyamin Nétanyahou s'est déplace sur les lieux de l’attaque mais plusieurs dizaines d’habitants lui ont demandé de quitter la commune, le qualifiant de « meurtrier ». 

#### 30 juillet 2024
Dans la journée du 30 juillet, une attaque à la roquette du Hezbollah contre le kibboutz HaGoshrim (en), situé en Haute Galilée tue un civil israélien. En réaction, selon l'armée israélienne, une dizaine de cibles du Hezbollah ont été touchées dans le sud du Liban et l'un des membres du mouvement islamiste armé a été tué lors de raids aériens et terrestres effectués dans la nuit du 30 juillet 2024. Dans un communiqué, l'armée a également déclaré « avoir "neutralisé un terroriste du Hezbollah" » lors de ces opérations,,.

#### 31 juillet 2024
D'après trois responsables iraniens anonymes rapportés par le New York Times, l'ayatollah Khamenei a ordonné, lors d'une réunion d'urgence du Conseil suprême de sécurité nationale mercredi matin, de frapper Israël directement en réponse à l'assassinat d'Haniyeh,,,,,. « Nous avons la responsabilité de prendre la revanche du sang (d'Haniyeh) versé sur le territoire (iranien) », avait-il déjà affirmé peu de temps après l'attaque.

#### 1er août 2024
Le Hezbollah libanais a déclaré avoir tiré des dizaines de roquettes sur le nord d'Israël, en réaction à une attaque qui a causé la mort de quatre Syriens dans le sud du pays du Cèdre. Il s'agit de la première attaque du mouvement islamiste pro-iranien depuis l'assassinat de l'un de ses dirigeants militaires, le 31 juillet 2024. Selon un communiqué du groupe libanais, les combattants du Hezbollah ont tiré des dizaines de roquettes de type Katioucha sur le kibboutz de Matzuva, en réponse à l'attaque de l'ennemi israélien contre la localité de Chamaa, qui a causé la mort de plusieurs civils. Selon l'armée israélienne, de nombreux tirs ont été tirés depuis le Liban et certains ont été interceptés. Selon elle, le reste est tombé dans des zones ouvertes. Selon le communiqué, peu après les tirs, l'aviation israélienne a bombardé le lieu « "d'où les tirs ont été tirés, dans la région de Yater" », dans le sud du Liban.

#### 3 août 2024
Ce samedi 3 août, les tensions entre le Hezbollah et l'armée israélienne ont repris à la frontière libano-israélienne. Selon le Hezbollah, des roquettes ont été tirées contre le nord d'Israël dans la nuit de samedi à dimanche,. Selon un communiqué du mouvement pro-iranien, la résistance islamique a ajouté la nouvelle colonie de Beit Hillel à sa liste de cibles et l'a bombardée pour la première fois avec des dizaines de roquettes. De son côté, l'armée israélienne a déclaré que « trente tirs [avaient] été repérés en provenance du Liban » pendant la nuit de samedi à dimanche, « la majorité d'entre eux ayant été interceptés ». Selon les forces armées, il n'y a eu aucun blessé, qui précisent avoir "attaqué" le site du Hezbollah d'où les missiles avaient été tirés dans le sud du pays. 

#### 5 juin 2024
Le lundi 5 juin, dans la nuit, la formation pro-iranienne a déclaré avoir attaqué des sites militaires dans le nord d'Israël à l'aide de drones munis d'explosifs. Deux soldats israéliens ont été blessés lors d'une attaque aérienne en Haute Galilée effectuée depuis le Liban. 

#### Réactions internationales
Plusieurs personnalités internationales ont exprimé leur indignation face aux tirs meurtriers de missiles du Hezbollah sur le village druze de Majdal Shams, dans le Golan,. L'envoyé des Nations Unies pour la paix au Moyen-Orient, Tor Wennesland (en), a exprimé sa condamnation face à « l'attaque odieuse à la roquette qui a touché la ville druze de Majdal Shams », ajoutant que « c'étaient les enfants qui continuaient de porter le fardeau de la violence horrible qui sévissait dans la région ». Wennesland a exigé une  « retenue maximale »  et a affirmé que les tirs de roquettes à travers la ligne bleue (réalisée le 7 juin 2000 par l'ONU après le retrait israélien du Liban le 25 mai 2000) « devaient être interrompus immédiatement ». Selon lui, le Moyen-Orient est sur le point de sombrer. En réponse à cette attaque meurtrière, le président français Emmanuel Macron a contacté le président de l'État d'Israël Isaac Herzog afin de lui exprimer ses « condoléances et sa profonde horreur ». Les autorités de la résidence du président français ont transmis ce message.
La Maison-Blanche a déclaré que cette attaque était épouvantable. Selon un porte-parole du Conseil de sécurité nationale de la Maison-Blanche, « notre soutien à la sécurité d'Israël est inébranlable et indéfectible, face à tous les groupes terroristes soutenus par l'Iran, y compris le Hezbollah libanais »,.
Donald Trump, ancien président des États-Unis, a également évoqué l'attaque lors d'une conférence tenue à Nashville. « Nous venons d'entendre qu'Israël vient d'être violemment attaqué - on dirait le Hezbollah », a-t-il déclaré. « Ce qu'ils possèdent ne leur permet pas de le faire ». Par la suite, il a publié sur son compte de médias sociaux, Truth Social, le message suivant : « Il est impossible d'oublier l'attaque d'aujourd'hui contre Israël ». Également, il a exprimé lors d'une réunion dans le Minnesota : « Nous sommes sincèrement avec les familles des enfants tués, aucun parent ne devrait être touché par la perte d'un enfant causée par les terroristes ».
Mélanie Joly, la ministre canadienne des Affaires étrangères, a exprimé sa crainte lors de l'attaque à la roquette sur un terrain de football à Majdal Shams, qui a causé la mort de plus de 10 personnes innocentes et en a causé de nombreuses blessures, principalement des enfants. Cette attaque est pleinement condamnée et nous exprimons nos condoléances aux familles des victimes ainsi qu'à la communauté druze.
Au 31 juillet 2024, selon la présidence russe du Conseil de sécurité de l'ONU, le Conseil de sécurité de l'ONU a tenu une réunion urgente à la demande de l'Iran à la suite de la mort du chef politique du mouvement islamiste palestinien Hamas, Ismaïl Haniyeh, tué mercredi dans une attaque à Téhéran. À travers une lettre adressée au Conseil par l'ambassadeur d'Iran à l'ONU Amir Saeid Iravani, Téhéran « condamne avec force l'agression du régime sioniste que constitue l'assassinat d'Ismaïl Haniyeh… ». Par ailleurs, la Russie, l'Algérie et la Chine ont soutenu la demande de l'Iran pour cette réunion, a expliqué un porte-parole.

#### Réactions populaires
L’attaque de Majdal Shams a suscité une série de réactions indignées au sein de la communauté druze. Elle a également eu une répercussion au Liban, en Syrie et en Palestine en raison du sentiment de proximité, et parfois les liens familiaux, entre les habitants. Les représentants de la communauté druze au Liban ont dénoncé le gouvernement israélien pour ce qu’ils considèrent comme une exploitation de la tragédie pour servir ses propres intérêts.
Le Forum des autorités druzes a demandé aux membres du gouvernement israélien ne pas se rendre aux funérailles. Le ministre Bezalel Smotrich, tout de même venu, a été hué par la foule.

La presse israélienne affirme que les résidents de Majdal Shams ont demandé des mesures de représailles immédiates et sévères de la part des autorités israéliennes, ainsi qu'une action décisive,. Au contraire, selon la correspondante en Israël de La Croix, les habitants ont réclamé lors des funérailles l’arrêt de la guerre et refusé l'instrumentalisation du sang de leurs enfants par les autorités israéliennes.

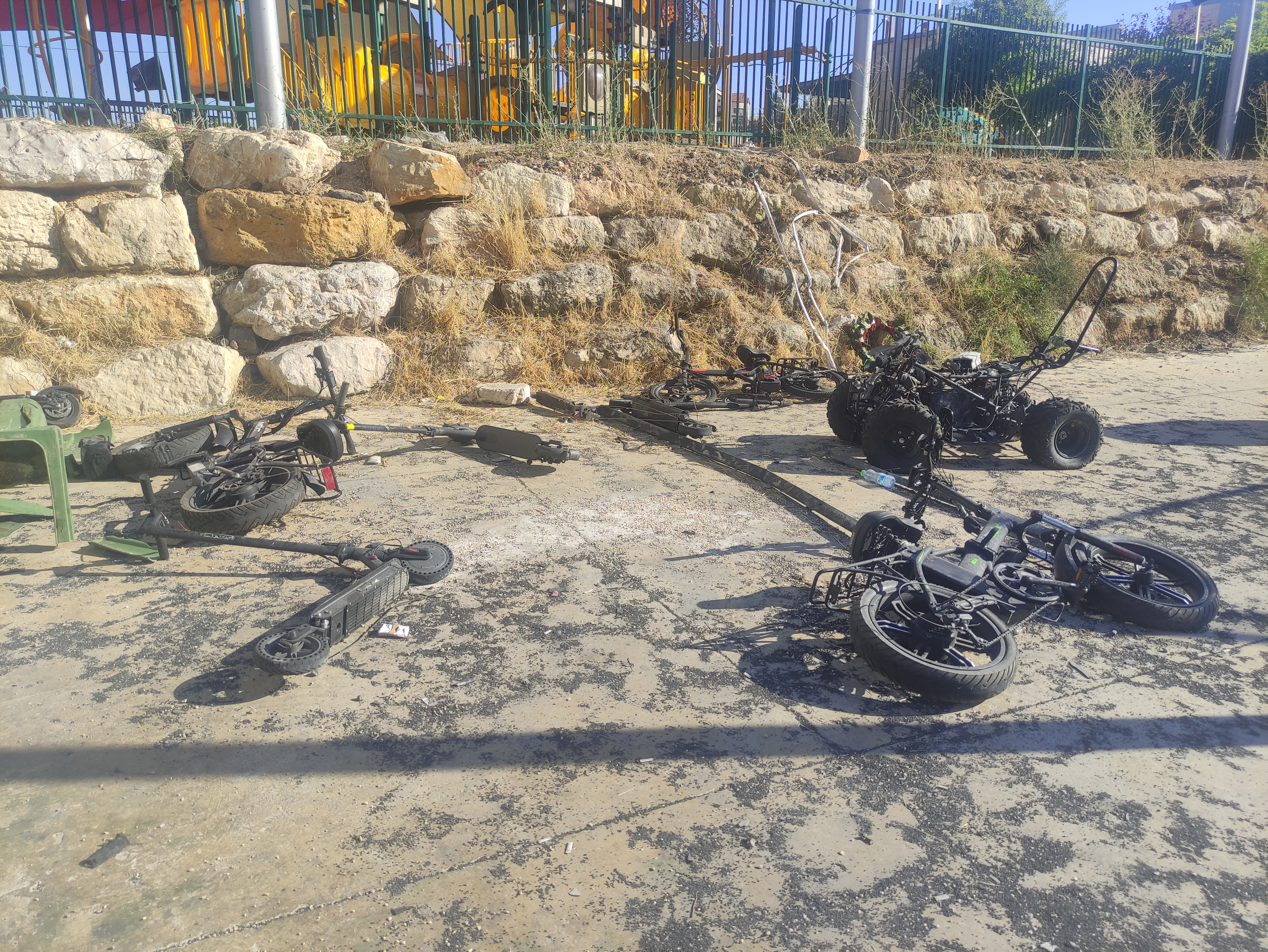
Lieu de l'attaque à Majdal Shams, au 29 juillet 2024.

## Riposte israélienne

Carte de localisation du Liban.

Le 30 juillet 2024, les Forces de défense israéliennes (FDI) mènent une frappe aérienne contre le dernier étage d'un bâtiment de huit étages dans la banlieue sud de Beyrouth,,,. Le porte parole de l’armée israélienne affirme que l'attaque ciblée a visé le commandant du Hezbollah responsable de l'attaque à la roquette de Majdal Shams,,. Daniel Hagari indique peu après que la cible du raid était Fouad Chokr, le plus haut commandant de la branche militaire du Hezbollah, et qu'il a été « éliminé ». Le 31 juillet, plus de 24 heures après la frappe, le Hezbollah annonce officiellement la mort de Fouad Shukr,, plus haut gradé du Hezbollah à être tué depuis la mort de Moustapha Badreddine en 2016. Cependant, l'agence de presse d'État libanaise NNA (en) rapporte que l'attaque a été menée par un drone tirant trois missiles sur un immeuble d'appartements, qui s'effondre partiellement.
Les responsables israéliens déclarent ainsi que le pays souhaite envoyer "un message très fort" avec cette attaque, mais espèrent éviter une nouvelle escalade.

## Conséquences
Selon John Kirby, porte-parole de la Maison Blanche, les États-Unis estiment que l'Iran pourrait lancé une « "série d'attaques importantes" » contre Israël dès la semaine du 12 août. Le sujet a été discuté lors d'un entretien de Joe Biden avec ses homologues français, allemand, italien et britannique, a-t-il précisé.

### Conséquences militaires
Le ministre israélien de la défense, Yoav Gallant, a déclaré lundi que son pays se trouvait « "dans une situation d'alerte" ». Il a ajouté qu'il était possible que les menaces de Téhéran et Beyrouth se concrétisent, en garantissant qu'Israël avait « « renforcé ses défenses » et préparé « des actions offensives de représailles » ».
Aucun pays ou nation n'a à bénéficier d'une nouvelle hausse au Moyen-Orient, selon Paris, Londres et Berlin. 

#### 12 août 2024
Dans la soirée du 11 au 12 août, le Hezbollah a déclaré avoir tiré des roquettes sur le nord d'Israël, à la suite de raids israéliens sur le sud du Liban qui ont causé la mort de trois de ses combattants et 12 blessés. Une source concordante du Hezbollah a informé l'AFP que deux des combattants avaient été tués lors d'une attaque de drone dimanche sur la localité de Taybeh, à la frontière avec Israël. La mouvance islamique a déclaré que le troisième mort, identifié comme un combattant du Hezbollah, avait été touché il y a quelques jours dans la localité méridionale de Beit Lif par le mouvement. Le ministère de la santé libanais a annoncé qu'il a perdu la vie à cause de ses blessures dimanche. Selon le ministère, au moins une personne du Liban et onze Syriens ont été blessées, dont une personne du Liban.